# Аксумбе (городище)
Аксумбе́ (каз. Ақсүмбе) — древнее городище (X—XV веков), находится в Сузакском районе Туркестанской области Казахстана в долине реки Аксумбе на западной окраине села Аксумбе.
Впервые городище и башня Аксумбе были обследованы и описаны в 1946 году археологической экспедицией академика Алькея Маргулана. Обследовано в 1947 году археологами Евгенией Агеевой и Геронимом Пацевичем, а затем в 1983 году — экспедицией археологического отряда Чимкентского педагогического института (А. Н. Подушкин).
Сохранившаяся часть памятника (центральный бугор) подквадратной формы, ориентирована по странам света, размерами 25×28 м и высотой 2,5—3 м. К бугру с юга примыкает площадка размерами 25×30 м и высотой 0,6—1 м. Контуры площадки прослеживаются слабо, поскольку она потревожена земляными работами и захоронениями. Подъёмный керамический материал городища — фрагменты сосудов кухонного и столового назначения станковой и ручной работы.